# Muddlin Gear
Mudllin Gear is een album van de Britse soul artiest Jamie Lidell. Het album kwam uit op 11 september 2000.

## Nummers

### CD (Warp Records)
1. "The Entroscooper" - 1:03
2. "Said Dram Scam" - 2:49
3. "Ill Shambâta" - 3:53
4. "La Scappin Rööd" - 2:56
5. "In Inphidelik" - 5:42
6. "Silent Why" - 4:18
7. "Da Doo Doo" - 1:47
8. "Daddy's Car" - 4:05
9. "00..0" - 5:06
10. "The Cop It Suite" - 8:00
11. "Dröön_99" - 11:43
12. "Daddy No Lie" - 2:00

### CD (Zomba Records)
1. "The Entroscooper" - 1:04
2. "Said Dram Scam" - 2:51
3. "Ill Shambâta" - 4:43
4. "La Scappin Rööd" - 3:56
5. "In Inphidelik" - 3:02
6. "Silent Why" - 5:45
7. "Da Doo Doo" - 4:18
8. "Daddy's Car" - 1:50
9. "00..0" - 4:05
10. "The Cop It Suite" - 5:08
11. "Dröön_99" - 8:14
12. "Daddy No Lie" - 10:56
13. "Untitled" - 2:04

### 2x LP
A1. The Entroscooper

A2. Said Dram Scam

A3. The Eèp

A4. Ill Shambâta

A5. La Scappin Rööd

B1. In Inphidelik

B2. Silent Why

B3. Da Doo Doo

B4. Daddy's Car

C1. 00..0

C2. The Cop It Suite

D1. Dröön_99

D2. Daddy No Lie